# Religió abrahàmica

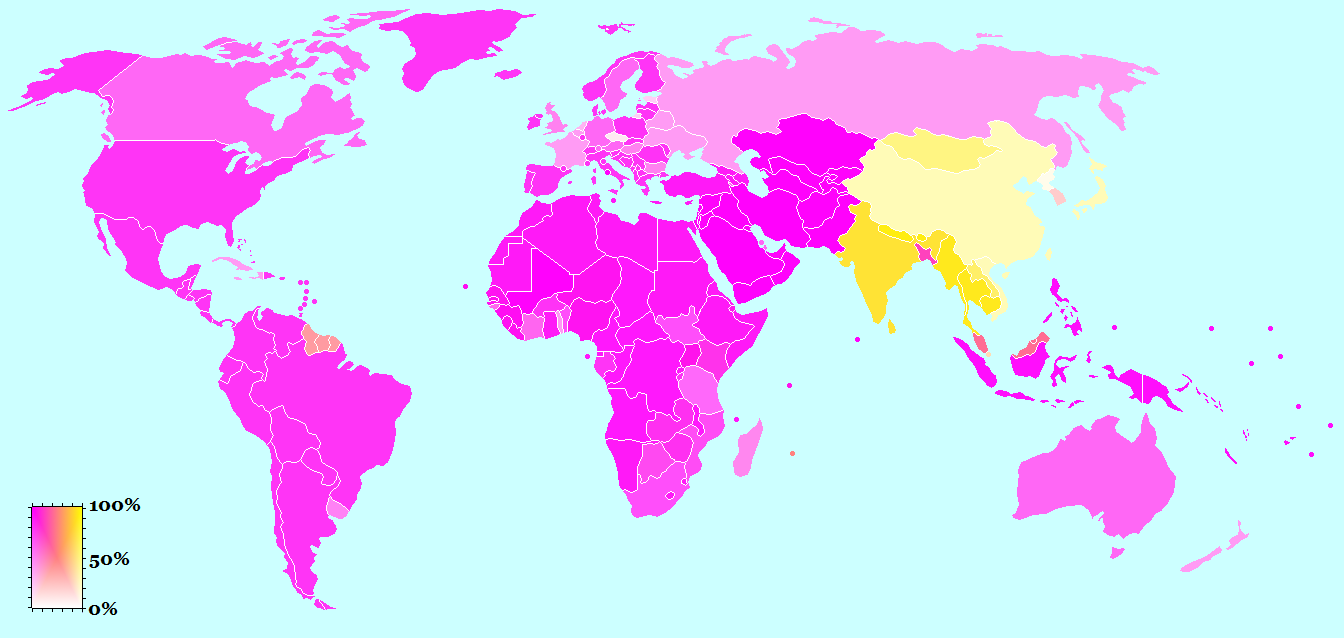
Mapa que mostra la prevalença de les religions abrahàmiques als Estats del món

Una religió abrahàmica és aquella que té Abraham (hebreu: Avraham אַבְרָהָם; àrab: Ibrahim ابراهيم) com a personatge comú i com a figura important en la seva història i teologia sagrada, i que s'originà a l'Orient Pròxim. Les tres grans religions monoteistes –el judaisme, el cristianisme i l'islam– són abrahàmiques, així com ho són els samaritans, els caraïtes o els drusos, entre d'altres. De vegades, encara que no sempre, s'hi inclouen altres religions que s'identifiquen amb aquesta tradició com ara el bahaisme. Els adherents de les religions abrahàmiques agrupen més de la meitat de la població mundial; és a dir, al voltant de 3.800 milions de seguidors.

Símbols de les grans religions abrahàmiques

Les religions abrahàmiques comparteixen les següents característiques:
- el monoteisme: totes creuen en un sol Déu, encara que el cristianisme creu en el concepte de la Trinitat, que, segons algunes interpretacions de les altres dues religions abrahàmiques, és equivalent al politeisme.
- una tradició profètica: totes reconeixen personatges anomenats profetes, i comparteixen alguns profetes tot i que les interpretacions i el seu paper profètic difereixen
- orígens semítics: totes són originàries dels pobles semites
- un fonament en la revelació divina que contrasta amb l'especulació filosòfica com és el cas de les religions asiàtiques
- una orientació ètica: totes defineixen l'elecció entre el bé i el mal i demanen l'obediència als preceptes establerts per Déu.
- un concepte lineal de la història, començant amb la creació i amb la participació activa de Déu, en contraste amb el concepte circular de les religions asiàtiques (un exemple del qual és el concepte de la reencarnació)
- devoció a les tradicions de la Bíblia i l'Alcorà, texts sagrats que comparteixen les històries d'Adam, Noè, Abraham i Moisès.

Dels personatges i figures que comparteixen les tres religions, Abraham té un paper important per a les tres grans religions abrahàmiques:
- per al judaisme, Abraham es considera l'avantpassat dels israelites o jueus, a partir de la línia del seu fill Isaac; és conegut com «Nostre Pare Abraham».
- per al cristianisme, Abraham és l'avantpassat dels jueus, poble del qual va sorgir el Messies, Jesucrist, i a més, en la teologia paulina, es considera el «pare de la fe», ja que el seu exemple de fe en Déu es considera la imatge de la salvació en fe per mitjà de Jesucrist; l'obediència d'Abraham en voler oferir Isaac, es considera també la imatge de l'oferiment del fill de Déu per la humanitat.
- per a l'islam, Abraham és l'avantpassat dels àrabs a partir de la línia del seu fill Ismael (Ismaïl), de la qual descendeix Mahoma; és considerat també «Nostre Pare Abraham» o «Abraham el Monoteista».

Altres religions poden compartir algunes característiques amb les religions abrahàmiques però no són classificades com a tals per diferents raons. El zoroastrisme, tot i que és monoteista, profètic, ètic, fonamentat en la revelació amb un concepte linear de la història, és d'origen indoirànic i no pas semític i no s'identifica amb els personatges i els esdeveniments de la Bíblia o l'Alcorà.